# Hemipterodes flavida
Hemipterodes flavida är en fjärilsart som beskrevs av Louis Beethoven Prout 1910. Hemipterodes flavida ingår i släktet Hemipterodes och familjen mätare. Inga underarter finns listade i Catalogue of Life.